# País de las Manzanas
El País de las Manzanas (en mapundungun Caleufú) fue una región mapuche ubicada en el norte de la Patagonia argentina que se caracterizaba por la presencia de grandes plantaciones de manzanas, que los habitantes, definidos como manzaneros o manzanache, utilizaban como parte de su dieta alimentaria. Se ubicaba al sur de la actual Neuquén, limitando con los ríos Collón Curá y Limay hacia el este, la cordillera de los Andes al oeste, el río Malleo por el norte y el lago Nahuel Huapi al sur.

## Origen de las manzanas silvestres
El manzano es una planta asiática que fue introducida a América tras la llegada de los españoles a finales del siglo XV. De un lado y otro de la cordillera aparecían extensiones boscosas de manzanos, más abundantes en la actual provincia chilena de Valdivia, mientras que al este de la cordillera de los Andes permanecieron desconocidos por mucho tiempo para quienes no habitaban la región. Aparentemente, originalmente habrían sido plantados en el lado chileno por los moradores de las antiguas ciudades españolas, como Valdivia o Villarrica, siendo más tarde cultivados por los pueblos mapuche que llevaban productos de un lado al otro de la cordillera. También existen teorías respecto a su introducción a tierras patagónicas a mediados del siglo XVII por los misioneros jesuitas, como Nicolás Mascardi o Diego de Rosales, y otros, aunque parece que ya en su época había grandes manzanares del lado occidental de la cordillera de los Andes.
El descubridor para occidente de los grandes bosques de manzanas, y de la utilización que de ellas hacían los mapuches, fue el explorador Basilio Villarino en 1782. Años después, Francisco P. Moreno encontró la mayor parte de los manzanares cerca de los pasos o a orillas de los arroyos, reunidos en grupos como si fuesen ramas de un mismo tronco, como bosques enteros solo en proximidades de caminos indígenas, lo que avalaría la hipótesis respecto de que el origen de los manzanares residiría en la siembra producida por los indígenas de vuelta a sus hogares cordillera de por medio.

## Manzaneros araucanos
Según varios estudios, la araucanización de las pampas argentinas se produjo en una época reciente (mediados del siglo XVII), siendo resultado de un proceso de sustitución étnica que se concretó relativamente sin violencia ni desplazamiento de poblaciones, al estar acompañado de la adaptación y fusión de poblaciones, a pesar de que existen restos de la cultura Pitrén. Así lo afirma el historiador José Millalén Paillal:

No obstante que la historiografía tradicional chilena y argentina se ha esforzado en hacer creer que el poblamiento mapuche de la amplia zona ubicada al oriente de la cordillera de Los Andes se habría producido tardíamente entre los siglos XVIII y XIX en el marco de un proceso que han denominado "araucanización de las pampas", la revisión detallada de fuentes de los inicios del periodo colonial que reiterada y tempranamente hacen referencia a la existencia de la población Puelche (puel: este, che: gente; gente del este en mapudungun), la existencia de toponimia mapuche registrada también tempranamente por viajeros y misioneros españoles en esta zona, los datos aportados por la arqueología (cerámica del tipo Pitren en las zonas norte y centro de la provincia de Newken hacia fines del primer milenio de nuestra era), sumada a la existencia actual de memoria histórica mapuche de que el puelmapu constituye parte del territorio ancestral, hacen suponer fundadamente que su presencia en este amplio espacio del oriente cordillerano es muy anterior a lo tradicionalmente sugerido por diversos autores de ambos países.
La Sociedad Mapuche Prehispánica: Kimün, Arqueología y Etnohistoria.
José Millalén Paillal

Es necesario mencionar - sin embargo- que los episodios de violencia no estaban enteramente ausentes de las relaciones entre las tribus en ambas laderas cordilleranas. La tribu de Olkenkkënk u "Orkeke" le habló al viajero inglés George Clamort Munsters de varios de estos episodios, que el británico describió como aparentemente "destacados en la memoria" de sus compañeros nativos. Incluso -siempre según sus testimonios- le mostraron el sitio de una antigua batalla, ocurrida al menos 50 años antes, donde eran evidentes aún restos humanos.

"Los indios llaman Senguel a ese lugar, que fue la escena de un gran combate entre los tehuelches y araucanos hace muchos años, y todavía blanquean en el llano vestigios de él en forma de huesos y calaveras". Musters, 1964, p. 155

Ciertamente, los gobiernos argentino y chileno no veían a todos los pueblos originarios de la Patagonia Austral como una entidad indistinta, y así lo expresaron varias autoridades de ambas naciones, así como viajeros y exploradores, incluyendo el ya nombrado Munsters:

"Las relaciones entre los tehuelches o tsonecas de la Patagonia y los indios araucanos de Las Manzanas no habían tenido antes, de ninguna manera, un carácter pacífico". Musters, 1964, p. 184

Debe reconocerse -sin embargo- que fueron los mismos europeos o cristianos quienes destacaron la manera diplomática con que los originarios ponían fin a las disputas, independientemente de si se hubiera llegado previamente a la sangre: Rara vez existía un "sometimiento" del derrotado al victorioso, sino que más bien se producía una suerte de acuerdo mediante el cual este incorporaba a aquel a su propia tribu por diversos lazos o vínculos.
Los araucanos o mapuche vivían en el oeste de los Andes, pero desde antiguo tenían relaciones comerciales con las grupos de las pampas, acentuado en los siglos XVII y XVIII por la existencia de caballos salvajes y ganado cimarrón. Fue desde la Araucanía desde donde los araucanos desplegaron su más firme resistencia a los españoles; de ahí su necesidad de caballos para la guerra que fueron provistos por los pehuenche, grupo mapuche caracterizado por el predominio del pehuen en su zona. 
A mediados del siglo XVIII, ya hablaban la lengua mapuche los puelches, del chezungun - puel: este y che: gente, y existían diversas influencias araucanas en las pampas. Sin embargo, los diversos grupos constituyeron grupos diferenciados que muchas veces eran rivales entre sí. Estaban, por ejemplo, los rankülche, del chezungun: rankül: cola de zorro, carrizo, que ocupaban la región del monte, con centro principal en Leubucó; y también el cacicazgo de Salinas Grandes, bajo la dinastía de los Curá (especialmente Calfucurá y Namuncurá) entre los chadiche, gente de la sal.
La última gran subdivisión mapuche al este de los Andes fue llamada de las manzanas o mansanache en mapudungun, y manzaneros en winkadungun, huiliche fusionados con puelmapuche que se establecieron en los vastos territorios poblados de bosques de manzanos algo asilvestrados, que pasaron a integrar una de las fuentes de su alimentación. Este grupo fue el que más conservó características araucanas, especialmente el sedentarismo y la agricultura, el pastoreo de animales, las mantas tejidas y los adornos de plata.
Para Estanislao Zeballos, el territorio llamado de Las Manzanas coincidía más o menos exactamente con la actual provincia del Neuquén, afirmando que presentaba la forma de un triángulo isósceles, teniendo por lados al norte y nordeste el río Neuquén, al sur y suroeste el río Limay, y teniendo por base la nevada cordillera de los Andes. 
Según los historiadores indigenistas, la separación de ciertos grupos aborígenes bajo distintos nombres corresponde a un intento del Estado argentino de justificar la "Campaña del Desierto". Términos como pehuenche, puelche, hulliche, picunche, ranquel, tehuelche dan cuenta de un mismo pueblo, que en términos generales se autodenomina "mapuche". Estas divisiones están basadas en el elemento predominante en la zona donde vivían y también a la ubicación geográfica donde habitaban.
Según George Musters:

...la superioridad de esos araucanos casi civilizados respecto a sus vecinos meridionales (tehuelches) era evidente en todo sentido menos en el de la fuerza física solamente. Su residencia en un país más fértil, cerca de los bosques de manzanos y araucarias, les da grandes ventajas sobre los patagones nómades. Cultivan el trigo del que nos trajeron pequeñas cantidades para la venta; almacenan además, la cosecha natural de piñones y manzanas, con las cuales (...) fabrican una sidra de fuerza extraordinaria…

Francisco P. Moreno comentaba: 

...al pie de la cordillera, en el paso a Chile, había caciques que cultivaban su tierra y uno de estos era Curruhuinca. Las familias indígenas agrupadas a su alrededor cultivan toda la tierra; además, las mujeres tejen y con todos los recursos de esa colmena humilde comercian con Junín de los Andes y con Valdivia. Supe que toda la verdura que se consumía en Junín procedía de las chacras de la gente de Curruhuinca, de las vegas de Trompul y de Pucara…

Si se añade que pastoreaban rebaños de ovejas, poseyendo una floreciente industria de mantas y ponchos; que fabricaban adornos de plata, extraída y fundida por ellos mismos; y que Sayhueque era el lonco que más provisiones y ganado recibía de parte del gobierno nacional, se aprecia que sus tribus podían considerarse en cierta medida ricas. 
Según Curruhuinca-Roux: 

Pocas colonias bonaerenses podían jactarse de una vida regalada, en alimentos y comodidades, fiestas, juegos y distracciones, como la que ostentaban los mapuches. Pocos pobladores rioplatenses alcanzaban a gozar del nivel que exhibían las tolderías de Sayhueque. Y difícilmente la solidez de los vínculos familiares, la alegría de sus cahuines y la seguridad de su entorno.

## El lonco Sayhueque
Sayhueque era hijo del cacique mapuche originario del oeste de los Andes, Chocorí, que había sido derrotado por Juan Manuel de Rosas en su campaña al desierto. Muy joven fue elegido "lonco" (gran jefe) del vasto territorio del país de las Manzanas. Se dice que cuando era niño había sido envuelto en ropas de cristiano, por lo que su padre le aconsejó que no enfrentara a los criollos argentinos. Efectivamente,Sayhueque nunca aportó lanceros para los malones de Calfucurá, Namuncurá, Renque-Curá o Purrán contra poblaciones cristianas argentinas, ni dejó cruzar sus territorios con arreos de ganado robado hacia Chile. 
Fue un lonco muy digno y respetado durante toda su actuación como tal (1850-1885), siendo el principal referente en un vasto territorio poblado por alrededor de treinta mil habitantes, pudiendo juntar unos cinco mil guerreros, lo que le confería una fuerza considerable y despertaba temor en otros jefes mapuche. Más de una vez se definió como argentino y enarboló la bandera nacional frente a su toldo. A pesar de aceptar esa simbología, más característica del estanciero y el militar que dependían de las ciudades y despreciaban al nacional, Sayhueque integraba su consejo con caciques de muy diversas etnias, como Huicaleo, Curru-Huinca, Nahuel Prayel, Casimiro, Foyel, Inacayal, Chagallo, Huenchunecul, Camilao, Huichaimilla y otros, gobernando sobre fracciones de huiliches, tehuelches, nguluche, picunches, agongures y traro-huiliches, siendo considerado el jefe más importante de la Patagonia.
El ciclo de la manzana silvestre del Neuquén finalizó después de la Campaña al Desierto del general Julio Argentino Roca, perdurando hasta 1885, año en que Sayhueque y sus huestes fueron confrontados por el gobierno nacional de la época, el cual para distribuir sus tierras entre terratenientes blancos, los hizo prisioneros y y posteriormente los confinó en la "Colonia 16 de Octubre", en la provincia del Chubut.